# 나일 강의 죽음 (2022년 영화)
《나일 강의 죽음》(영어: Death on the Nile)은 2022년 공개된 미스터리 스릴러 영화이다. 케네스 브래나가 감독을 맡았으며, 애거사 크리스티의 동명 소설이 영화의 원작이다. 2017년 영화 《오리엔트 특급 살인》의 후속작이다.

## 줄거리
1914년 1차 세계대전 중 벨기에의 한 부대가 공격을 명령받는다. 중대장은 부대원을 불러모아 수 시간 뒤 바람이 바뀌면 가스를 살포하고 공격을 감행하자고 한다. 그러자 에르퀼 푸아로라는 병사가 바다제비는 매일 아침 풍향이 동풍으로 바뀌기 전에 날기 시작한다며 7~8분 뒤에 바로 공격하자고 제안한다. 그 제안을 받아들여 부대는 성공적으로 다리를 점령하였고 중대장은 그의 재능에 감탄한다. 그러나 그 순간 중대장이 부비 트랩을 밟는다. 푸아로의 빠른 대처로 중대원들은 목숨을 부지할 수 있었지만 중대장은 사망하고 푸아로는 인중과 볼에 커다란 상처를 입는다. 약혼자인 캐서린이 병원에 누워있는 푸아로를 찾아와 어떻게 변하든 사랑은 변하지 않을거라며 콧수염을 길러볼 것을 권한다.
1937년 런던의 한 클럽, 유명한 탐정이 된 푸아로는 식사를 하며 살로메 오터번의 무대를 감상한다. 같은 장소에서 재키와 사이먼 도일이 열정적으로 춤을 추고 있다. 곧 이어 클럽에 사교계의 유명인사인 리넷 리지웨이가 도착한다. 리넷의 오랜 친구인 재키는 그녀에게 약혼자 사이먼을 소개해준다. 리넷과 사이먼은 인사를 나누고 함께 춤을 춘다.
6주 후, 이집트에서 푸아로는 오랜 친구 부크를 만난다. 부크는 푸아로에게 그의 어머니이자 화가인 유피미아를 소개해준다. 부크는 지인의 결혼식과 신혼여행에 푸아로를 데려간다. 그 결혼식은 사이먼 도일과 리넷 리지웨이의 결혼식으로 결혼식에 참가한 사람들은 리넷의 하녀 루이즈, 리넷의 대부 마리 반 스카일러와 그녀의 간호사 바워스, 리넷의 사촌이자 재산 관리인인 앤드루, 리넷의 전 약혼자 윈들셤, 가수 샬로메 오터번과 그녀의 매니저이자 조카인 로절리 오터번, 부크와 그의 어머니 유피미아, 푸아로였다.
결혼식 후 피로연을 즐기던 일행은 부부를 스토킹해온 재키의 등장으로 방해받는다. 다음날 재키와 대화를 나누던 푸아로는 그녀가 가져온 22구경의 권총을 보고 도일 부부에게 일정을 취소하고 집으로 돌아가는 것을 권한다. 여행을 포기할 수 없던 사이먼은 그 다음날부터 나일강 유람선을 통째로 빌린다. 유람선의 승무원들도 저녁이 되면 하선하고 아침에 다시 출근하는 방식으로 사적인 여행을 즐기기로 한다.
일행을 태운 유람선은 다음날 아부심벨에 도착한다. 배에서 내리며 부크는 어머니의 반대를 무릅쓰고 로절리와의 연애를 밝힌다. 도일 부부는 신전 입구의 석상에 몰래 올라가 애정 행각을 나누다가 위에서 커다란 바위가 떨어진다. 가까스로 사고를 피한 부부는 일행과 함께 배로 돌아간다. 일행이 내린 사이 배에는 재키가 티켓을 구매하고 승선해 있었다. 재키의 스토킹에 짜증이 난 리넷은 여행을 취소하고 내일 아침 배에서 내려 귀가하기로 한다. 푸아로에게 이 사실을 알리며 사이먼은 푸아로에게 샴페인을 권한다. 평소 술을 마시지 않던 푸아로이지만 좋은 날이라며 부부와 건배한다. 샴페인에 취한 푸아로는 객실로 돌아가 잠든다.
그날 자정, 응접실에서 리넷은 피곤하다며 수면제를 먹고 먼저 가서 자겠다고 한다. 리넷이 객실로 간 뒤 재키와 사이먼은 말다툼을 하고 감정이 격앙되자 재키는 품속의 권총으로 사이먼의 다리를 쏜다. 우발적으로 총을 쏜 재키는 자책감에 권총을 자신의 목에 대고 쏘려고 하지만 곁에 있던 로절리와 부크가 그녀를 제지한다. 로절리와 부크는 재키를 부축해 나가고 바워스를 깨워 그녀의 상태를 돌보게 한다. 부크는 의사인 윈들셤을 데리고 응접실로 돌아가 사이먼을 치료한다.
다음 날 아침, 루이즈가 침대에서 머리에 총을 맞고 죽어있는 리넷을 발견한다. 값비싼 리넷의 목걸이도 사라져 있었다. 윈들셤은 리넷이 어젯밤 자정에서 새벽 2시 사이에 죽었을 것이라고 진단한다. 재키를 의심한 푸아로는 그녀를 심문하려 찾아가지만 바워스가 그녀와 밤새 있었으며 안정제를 투여해 계속 잠들어 있었다고 말한다. 푸아로는 승무원들에게 강바닥의 조사를 지시하며 부크, 사이먼과 함께 일행을 한명씩 심문하기 시작한다. 이 후 한 승무원이 강바닥에서 마리 반 스카일러의 잃어버린 스카프와 피 묻은 손수건에 싸인 재키의 권총을 발견한다.
푸아로는 각각의 승객이 리넷에게 원한이 있거나 그녀의 죽음으로 이득을 볼 수 있다는 점을 들어 그들을 몰아붙인다. 루이즈는 리넷이 그녀의 약혼자를 시험했고 그 결과 약혼이 파기되었던 점, 윈들셤은 그녀의 전 약혼자였던 점, 앤드루는 리넷의 재산을 횡령하고 있었다는 점, 바워스 부인은 대공황 때 리넷의 아버지에 의해 가문이 몰락했던 점, 마리는 리넷의 재산 상속인인 점과 바워스의 연인인 점, 살로메와 로절리는 과거 그녀의 인종차별 행위에 피해를 받았다는 점을 추궁한다. 살로메를 심문하던 중 유피미아가 자신의 객실에서 사라진 목걸이를 찾았다고 전한다. 푸아로는 리넷이 로절리와 부크를 중매했다는 점을 들어 유피미아를 추궁한다. 불쾌해진 유피미아가 푸아로에게 그만하라고 하자 푸아로는 이제 비밀 사건은 결론을 짓고 나머지 사건에 집중하겠다고 말한다.
저녁이 되자 푸아로는 유피미아, 부크, 살로메와 로절리를 부른 뒤 비밀 사건에 대해 말한다. 푸아로가 이집트에 온 것은 유피미아의 의뢰 때문이었으며 그 내용은 부크의 결혼 상대로서 로절리의 인품이나 성격 등을 관찰, 보고하는 것이었다. 부크의 상대로서 부족함이 없다며 칭찬을 했음에도 불구하고 푸아로가 그를 몰래 관찰했다는 것에 화가 난 로절리는 자리를 박차고 나간다. 오해를 풀기 위해 로절리를 따라간 푸아로는 배의 외륜에 끼어 죽어있는 루이즈를 발견한다. 루이즈는 목이 그인 채 배에서 살해된 뒤 강에 던져졌고 주머니에서 지폐가 몇 장 발견된다. 푸아로는 루이즈를 심문하던 중 그녀가 범인을 목격한 듯한 발언을 곱씹으며 범인을 협박해 침묵의 대가로 돈을 요구하다 변을 당한 것임을 의심한다. 배에 남아있는 핏자국을 보던 푸아로는 불규칙한 모양을 보고 목격자가 있음을 짐작한다. 푸아로는 사이먼을 대동하고 아직 심문하지 않았던 부크를 심문한다. 푸아로는 부크가 죽어있는 리넷을 새벽에 보았고 어머니로부터 경제적으로 독립해 로절리와 결혼하기 위해 목걸이를 훔쳤다가 의심을 사지 않기 위해 유피미아의 방에 그 목걸이를 두었다고 추궁한다. 또한 부크의 코트가 없어진 점을 들어 그가 루이즈의 살해 현장의 목격자라고 말한다. 푸아로의 심문에 반박할 수 없었던 부크가 자백하려던 찰나, 어둠 속에서 누군가 부크의 목을 권총으로 쏘고 도망간다. 범인은 푸아로의 추격을 피해 총을 쏘며 도망갔고 푸아로가 복도로 나오자 모든 승객이 총소리를 듣고 복도로 나와 범인을 특정할 수 없었다.
푸아로는 모든 승객을 응접실에 불러모은 뒤 총소리를 신호로 문을 잠그고 추리를 통해 범인을 밝힌다. 푸아로는 리넷을 죽인 범인으로 사이먼과 그의 공범으로 재키를 지목했고 둘은 여전히 서로 사랑하는 사이며 리넷의 재산을 노리고 벌인 범죄라고 밝혔다. 푸아로는 사이먼이 전날 자신의 샴페인에 약을 탔고, 재키가 사이먼을 쏜 것은 공포탄을 이용한 것이었다고 추리하며 사이먼은 유피미아의 빨간 물감을 훔쳐 피가 난 것처럼 속였고, 로절리와 부크가 재키와 붙어있는 사이 총을 찾아 객실로 돌아가 리넷을 쏘고 응접실로 돌아와 훔친 마리의 스카프로 총소리를 죽인 채 직접 자신의 다리를 쐈다고 말한다. 또 재키는 윈들셤의 메스를 훔쳐 루이즈를 살해하고 부크의 심문 도중 사이먼의 신호에 맞춰 앤드루의 총으로 부크를 쐈다고 추리한다. 결정적인 증거로 피가 묻은 손수건이 나일 강에 하룻밤 동안 있었다면 핏자국이 갈색이 되어야 한다며 색이 빠진 빨간색 물감의 흔적이 묻은 손수건을 제시한다. 범행이 밝혀진 사이먼과 재키는 서로를 껴안았고 재키가 사이먼에 등에 총을 쏘며 동반자살한다. 다음날 아침, 배는 선착장에 도착하고 모든 일행은 슬픔에 잠겨 하선한다.
6개월 후 푸아로는 어느 클럽에서 살로메의 리허설 공연을 듣고 있다. 콧수염을 밀어버린 탓에 지배인은 푸아로를 알아보지 못한다. 살로메의 노래와 함께 영화는 막을 내린다.

## 출연
- 케네스 브래나 - 에르퀼 푸아로 역
- 톰 베이트먼 - 부크 역
- 아넷 베닝 - 유피미아 역
- 러셀 브랜드 - 라이너스 윈들셤 역
- 알리 파잘 - 앤드루 캐처도리언 역
- 돈 프렌치 - 바워스 부인 역
- 갈 가도트 - 리넷 리지웨이 도일 역
- 아미 해머 - 사이먼 도일 역
- 로즈 레슬리 - 루이즈 부르제 역
- 에마 매키 - 재클린 "재키" 드 벨포르 역
- 소피 오코네도 - 살로메 오터번 역
- 제니퍼 손더스 - 마리 반 스카일러 역
- 러티샤 라이트 - 로절리 오터번 역
- 수재나 필딩 - 캐서린 역